# Ceroplastes lahillei
Ceroplastes lahillei är en insektsart som beskrevs av Cockerell 1910. Ceroplastes lahillei ingår i släktet Ceroplastes och familjen skålsköldlöss. Inga underarter finns listade i Catalogue of Life.